# Protaetia compacta
Protaetia compacta är en skalbaggsart som beskrevs av Mohnike 1873. Protaetia compacta ingår i släktet Protaetia och familjen Cetoniidae. Inga underarter finns listade i Catalogue of Life.